# Escola d'Ada

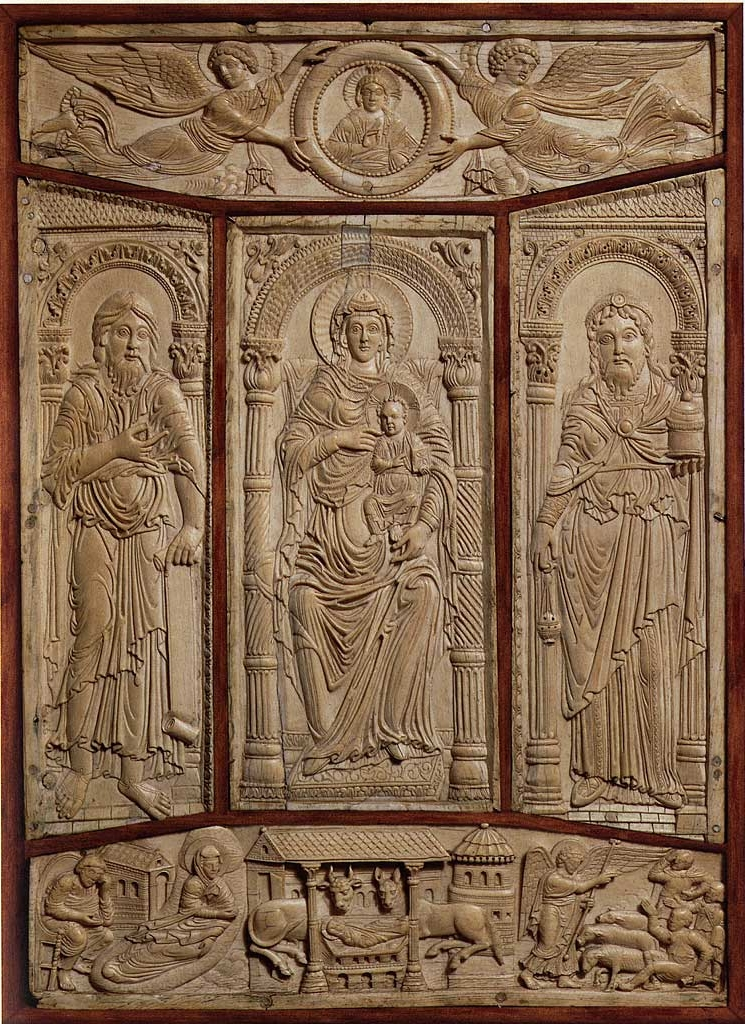
Coberta de vori del Codex Aureus de Lorsch.

L'escola d'Ada o de la cort de Carlemany és un grup de manuscrits il·luminats carolingis i petites talles en vori, que es van realitzar entre el 780 i el 814 a l'entorn de l'emperador Carlemany. L'escola pren el nom de la germana de l'emperador Ada i un dels primers d'efectuar-se va ser l'Evangeliari d'Ada. Així, el manuscrit d'Ada va donar importants idees artístiques i suggeriments que van ajudar posteriorment a desenvolupar un estil comú.

## Història
El primer manuscrit encarregat per Carlemany encara es conserva i és l'Evangeliari de Godescalc executat entre 781-783, però sembla que va ser fet a Worms en lloc de la cort d'Aquisgrà. La ruptura estilística és força brutal davant la il·luminació merovíngia. L'escola d'Ada ha estat completament executada a Aquisgrà, en la cort imperial. Els manuscrits es caracteritzen per una forta influència dels antics manuscrits il·luminats, probablement, de Ravenna. Per regla general mostren els retrats dels quatre Evangelistes en grans dimensions, envoltats d'un ric marc d'arquitectura. Un cert horror vacui anima els il·luminadors a carregar les vores dels personatges amb abundants decoracions. Les figures clarament sobre una base única contornejada, es presenten amb magnífiques vestidures per primera vegada des de l'època romana amb un nou aspecte físic, la dimensionalitat de l'espai.

## Manuscrits
A més a més dels manuscrits de l'Evangeliari de Godescalc, d'altres historiadors han sumat a aquesta escola l'antic Salteri d'Or de la reina Hildegarda de Vintzgau avui desaparegut i els Evangelis de Saint-Denis que daten de finals del segle viii.
| Títol                                  | Lloc de conservació                                                                   | Data                  | Característiques | Exemple de miniatura |
| -------------------------------------- | ------------------------------------------------------------------------------------- | --------------------- | --- | -------------------- |
| Evangeliari d'Ada                      | Trèveris, Staatsbibliothek, Cod. 22                                                   | 790 i 800             | Manuscrit decorat en dues etapes amb quatre retrats d'evangelistes i vores ornamentades                                                      |                      |
| Evangeliari de Saint-Martin-des-Champs | París, Biblioteca de l'Arsenal, Ms.599                                                | 783/795               | Decorat amb inicials per a tres dels quatre evangelistes així com amb pàgines de cànon en concordança.                                       |                      |
| Salteri de Dagulf                      | Viena, Biblioteca Nacional d'Àustria, Cod.1861                                        | 795                   | Pàgines daurades sobre fons purpuri i inicials decorades.                                                                                    |                      |
| Fragment d'un evangeli Cotton          | Londres, British Library, Cotton Claudius B.V, f.132v                                 | 800                   | Un foli d'un manuscrit dels evangelis danyat en un incendi.                                                                                  |                      |
| Evangeliari de Saint-Riquier           | Abbeville, Bibliothèque municipale, Ms.4                                              | 794/800               | Completament tenyit en porpra amb quatre retrats dels evangelistes i quatre inicials dels evangelis.                                         |                      |
| Evangeliari de Sant Medard de Soissons | París, Biblioteca Nacional de França, Lat.8850                                        | 800                   | Decorat amb els quatre retrats dels evangelistes, quatre inicials dels evangelis i les miniatures L'ofrena de l'Anyell i La Font de la vida. |                      |
| Codex Aureus Harley o Evangelis Harley | Londres, British Library, Harley 2788                                                 | 800                   | Quatre retrats dels evangelistes, 4 inicials del evangelis y una pàgina de títol.                                                            |                      |
| Codex Aureus de Lorsch                 | Roma, Biblioteca Vaticana, Pal.Lat.50 et Alba Iulia, Biblioteca Documenta Batthyaneum | Aproximadament el 810 | Quatre retrats dels evangelistes, cànons de coincordància, inicials del evanelis i miniatura de Crist en Majestat.                           |                      |